# نبرد ارزروم
در زمستان سال ۱۵۵۲ میلادی هنگامی که اسماعیل میرزا (سپس شاه اسماعیل دوم) ۱۹ سال داشت با سپاه خود به سمت شمال غرب راه افتاد، این لشکرکشی در حقیقت نخستین رزم واقعی وی با ارتش عثمانی بود. سوی روبرو اسماعیل میرزا، اسکندر پاشا بود که در قلعه ارزروم سنگر گرفته بود. خواست اسماعیل میرزا بیرون کشیدن اسکندرپاشا از درون قلعه بود. اسماعیل میرزا نیرویی را که در اصطلاح آن زمان جلودار می‌گفتند ، به شتاب بیشتری به سوی ارزروم روانه کرد. در پاسین که در شرق ارزروم واقع است قوای عثمانی مستقر بود. جلوداران لشکر صفوی در نبردی آنها را شکست دادند و استحکامات هم ویران گردید. قوای عثمانی به ارزروم پس نشستند و سپاه ایران به سوی آنجا حرکت کرد. اسکندرپاشا تصمیم گرفت پیش از رسیدن قوای ایرانی به پشت قلعه، جنگ را در بیرون از شهر بر پا کند. در نزدیکی ارزروم دو سپاه درگیر شدند. پس از یک درگیری تقریبا" بی‌نتیجه و برابر، سپاه ایران به سوی شرق و به سوی تنگه‌ها و آبکندها عقب نشینی کرد، ظواهر نشانگر پیروزی عثمانی‌ها بود ولی ناگهان اسماعیل میرزا با نیرویی تازه نفس از کمینگاه بر اسکندرپاشا و افرادش یورش می‌برد. قوای عثمانی به سوی قلعه عقب می‌نشینند و با تلفات سنگین (۲۵۰۰ کشته)، به سختی شکست می‌خورند. پیروزی ارزروم شهرت و محبوبیت بسیار برای اسماعیل میرزا نزد قزلباشان به وجود آورد. پس از این پیروزی، اسماعیل میرزا در سال ۱۵۵۳ میلادی به ارجیش واقع در کنار دریاچه وان رسید. به دستور اسماعیل میرزا، جمجمه‌های ترکان که نزدیک ارزروم به دست آورده بودند در برابر قلعه آویختند. این جنگ روانی باعث سرنگونی قلعه و نابودی استحکامات گردید.

## تاریخ‌ها به هجری قمری
1. ↑  ۹۵۹
2. ↑  ۹۶۰